# Crotalaria tenuirama
Crotalaria tenuirama är en ärtväxtart som beskrevs av John Gilbert Baker. Crotalaria tenuirama ingår i släktet sunnhampor, och familjen ärtväxter. Inga underarter finns listade i Catalogue of Life.